# Uranophora lelex
Uranophora lelex är en fjärilsart som beskrevs av Druce 1890. Uranophora lelex ingår i släktet Uranophora och familjen björnspinnare. Inga underarter finns listade i Catalogue of Life.